# Primnoeides sertularoides
Primnoeides sertularoides är en korallart som beskrevs av Wright och Studer 1887. Primnoeides sertularoides ingår i släktet Primnoeides och familjen Primnoidae. Inga underarter finns listade i Catalogue of Life.